# Tomizo Yoshida
Tomizo Yoshida (吉田 富三, Yoshida Tomizō, 1903-1973) fue un destacado patólogo japonés, famoso por descubrir el sarcoma de Yoshida. Además, es conocido por demostrar la hepatocarcinogénesis inducida por sustancias químicas en ratas junto a su mentor Takaoki Sasaki.
Yoshida recibió dos veces el Premio Imperial de la Academia de Japón (1936 y 1953), así como la Medalla de Oro Robert Koch (1963).

## Contribución
En la década de 1930, Yoshida y Sasaki demostraron la inducción de cáncer de hígado en ratas mediante ortoaminoazotolueno.Desde entonces, una gran cantidad de datos han confirmado la actividad cancerígena de los colorantes azoicos.
En 1943, Yoshida encontró una línea celular de cáncer, el llamado sarcoma de Yoshida,y demostró experimentalmente que el cáncer se genera a partir de células cancerosas. Sus hallazgos abrieron el camino de la investigación del cáncer en términos celulares y desarrollaron la investigación biomédica sobre la quimioterapia.
Yoshida nació en Asakawa, Fukushima y se graduó en la Facultad de Medicina de la Universidad Imperial de Tokio en 1927. He was an assistant professor of pathology at the same institution from 1927 to 1929.  Fue profesor asistente de patología en la misma institución de 1927 a 1929. En 1929 se trasladó al Instituto Sasaki para trabajar en carcinogénesis inducida químicamente con Takaoki Sasaki, antes de ir a Alemania a estudiar patología en 1935.
Después de regresar a su tierra natal, Yoshida trabajó como profesor de patología en la Universidad de Nagasaki de 1938 a 1944, en la Universidad de Tohoku de 1944 a 1952, antes de ser nombrado profesor de patología en la Facultad de Medicina de la Universidad de Tokio en 1952, donde se convirtió en decano en 1958.  Además, se convirtió en director del Instituto Sasaki en 1953 y del Instituto del Cáncer de la Fundación Japonesa para la Investigación del Cáncer en 1963.
Yoshida murió en 1973 a la edad de 70 años.

## Reconocimiento
- 1936 Premio Imperial de la Academia de Japón
- Premio Asahi 1952 [5]
- 1953 Premio Imperial de la Academia de Japón [5]
- Medalla Scheele de 1956
- 1959 Orden de Cultura [5]
- 1963 Medalla de oro de Robert Koch [6]
- 1965 Miembro electo de la Academia de Japón .
- 1965 Elegido ciudadano honorario de Asakawa [5]
- 1968 Doctorado honoris causa, Universidad de Milán

## Premio Tomizo Yoshida

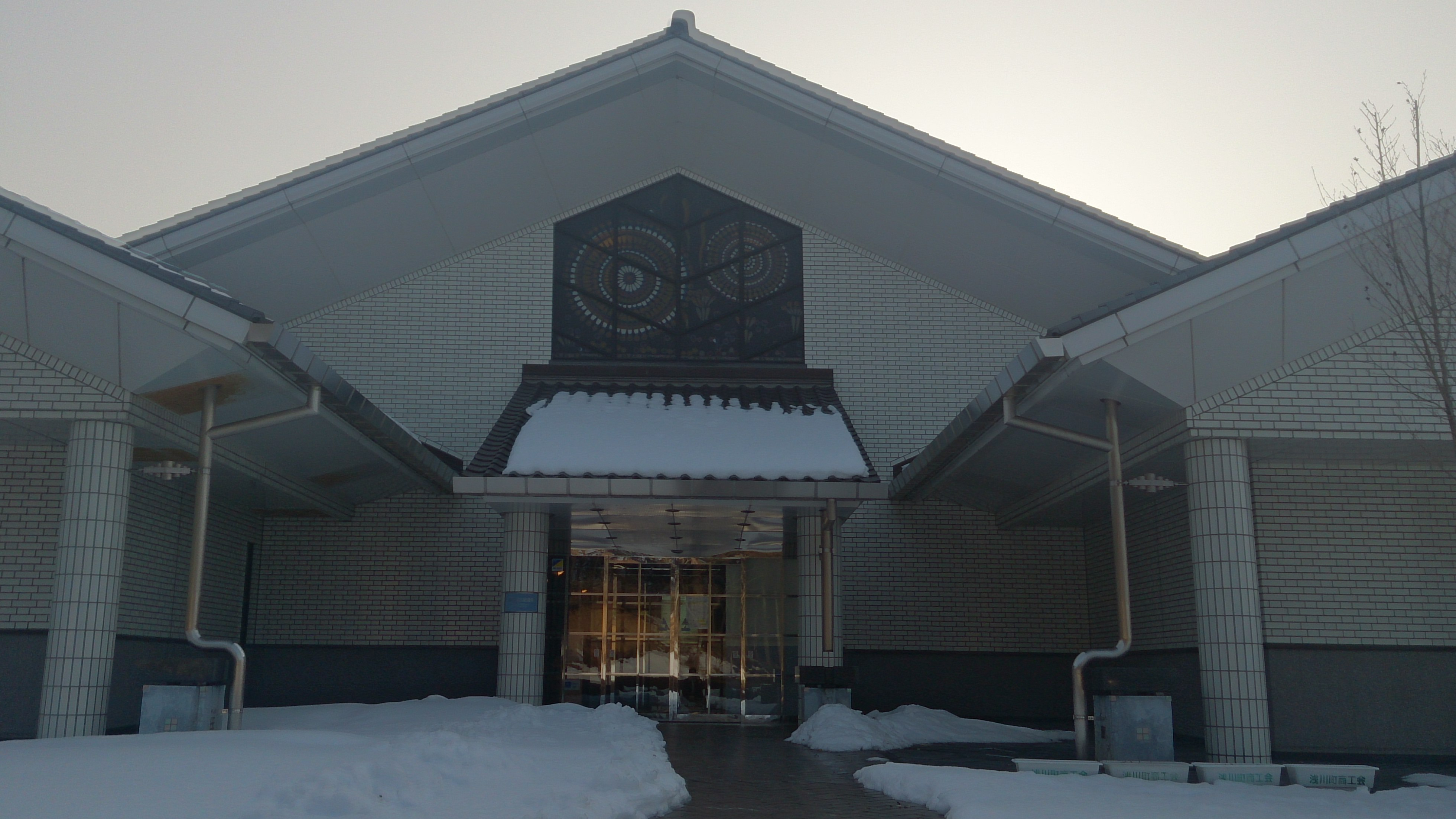
Salón Conmemorativo de Tomizo Yoshida en Asakawa, Fukushima

Desde 1992, la Asociación Japonesa contra el Cáncer, la oficina municipal de Asakawa y el Salón Conmemorativo Tomizo Yoshida otorgan anualmente el Premio Tomizo Yoshida a los investigadores que han conseguido logros sobresalientes en el campo de la investigación contra el cáncer. En la entrega anual de premios celebrada en Asakawa, Fukushima, los ganadores reciben un millón de yenes y un diploma.
Los ganadores de premios anteriores incluyen los siguientes:
- 1992 Takashi Sugimura, Centro Nacional del Cáncer (Japón)
- 1999 Mitsuaki Yoshida, BANYU Pharmaceutical Co.
- 2002 Yusuke Nakamura, Universidad de Tokio
- 2008 Tadatsugu Taniguchi, Universidad de Tokio
- 2012 Shigekazu Nagata, Universidad de Kioto

## Becas internacionales de estudio Conmemorativas Yamagiwa-Yoshida
Tras su muerte, los investigadores japoneses del cáncer crearon las becas internacionales de estudio Yamagiwa-Yoshida Memorial en honor de Katsusaburō Yamagiwa y Tomizo Yoshida. Desde su creación en 1975, las becas apoyadas por el Comité Nacional de Japón, Unión para el Control Internacional del Cáncer, han contribuido al desarrollo de la capacidad profesional de más de 330 becarios de más de 40 países. 